# The Hunted Man
The Hunted Man è un cortometraggio muto del 1915 diretto da Donald MacDonald (come Donald McDonald).

## Produzione
Il film fu prodotto dall'Independent Moving Pictures Co. of America (IMP).

## Distribuzione
Distribuito dalla Universal Film Manufacturing Company, il film - un cortometraggio in una bobina - uscì nelle sale cinematografiche statunitensi il 10 giugno 1917.